# كيفين هانشارد
كيفين هانشارد هو ممثل كندي، ولد في 4 يوليو 1974.

## أعمال

### أفلام
- (2006) أرقص معي[2]
- (2011) منزل الأحلام
- (2017) ما تتمناه

### مسلسلات
- اورفان بلاك[3]

## وصلات خارجية
- كيفين هانشارد على موقع IMDb (الإنجليزية)
- كيفين هانشارد على موقع ألو سيني (الفرنسية)
- كيفين هانشارد على موقع أول موفي (الإنجليزية)
- كيفين هانشارد على موقع قاعدة بيانات الأفلام السويدية (السويدية)
- كيفين هانشارد على موقع قاعدة بيانات الفيلم (الإنجليزية)
- كيفين هانشارد على موقع كينوبويسك (الروسية)